# 設計図書
設計図書（せっけいとしょ）とは、工事を実施するために必要な図書で、設計の内容を示す書類。図面（設計図面）・設計書及び仕様書・その他の書類（現場説明事項書や構造計算書等）からなる。建築物や工作物の製作・施工に必要な図面類と仕様書の総称。実施設計図書とも呼ばれる。
日本での建築設計・施工においては建築士法（昭和二十五年五月二十四日法律第二百二号）では「設計」という行為は設計図書を作成することとされ、第二条の６で、建築基準法では、第二条の十二で、日弁連住宅建築工事請負契約約款では第２条 （注文者、請負者、監理者の地位と責務）の１で、定義されている。
都市計画法では開発許可制度に関連して第31条で、設計に係る設計図書を定義している。
国や自治体における公共工事での標準請負契約約款、その他団体における工事請負契約約款、委託契約約款などでも総則第1条などで定義がなされる。この際の定義は別添の設計書、仕様書、図面、現場説明書及びこれらの図書に対する質問回答書までを定める。
設計図書には、工事における寸法やデザイン仕様の表示、見積り時の資料、工事契約時の契約資料・契約図書のといった3つの役割を持つ。
工事の実施されると否とにかかわらず、設計図書その他の複製物および著作権は、当該設計士の所有となる。